# Annie Sprinkle
Annie Sprinkle (nascuda Ellen F. Steinberg a Filadèlfia, 23 juliol 1954) és una sexòloga i activista, defensora de la salut i el treball sexual.
Va ser actriu del porno i prostituta durant 20 anys. Després es va centrar en la creació del moviment modernista postporno i va convertir en artista performàtica i en educadora sexual radical. És autora d'una dotzena de llibres i ha produït i actuat en la seva pròpia línia de pel·lícules de postporno feminista. És la primera estrella porno que ha aconseguit un doctorat.